# Basses
 Basses  es una comuna y población de Francia, en la región de Poitou-Charentes, departamento de Vienne, en el distrito de Châtellerault y cantón de Loudun. Se ubica en la parte centro-oeste del país.

Está integrada en la Communauté de communes du Pays Loudunais .

## Demografía
Su población en el censo de 1999 era de 371 habitantes.
| 256 | 253 | 214 | 284 | 364 | 371 |
| Para los censos de 1962 a 1999 la población legal corresponde a la población sin duplicidades (Fuente: INSEE [Consultar]) |     |     |     |     |     |